# William Morris Davis
William Morris Davis (Filadelfia, 12 febbraio 1850 – Pasadena, 5 febbraio 1934) è stato un geografo, geologo, geomorfologo, meteorologo statunitense, noto per il ciclo geografico; spesso viene menzionato come "padre della geografia americana".
Nacque da una famiglia di quaccheri di Filadelfia (Pennsylvania), figlio di Edward M. Davis e Maria Mott Davis (figlia dell'avvocato delle donne Lucretia Mott). Si laureò alla Harvard University nel 1869, e nell'anno seguente conseguì un master di ingegneria.
Lavorò poi a Córdoba (Argentina) per tre anni; dopo aver lavorato come assistente di Nathaniel Shaler, divenne istruttore in geologia alla Harvard, nel 1879. (Davis non completò mai il suo dottorato di ricerca). Nello stesso anno sposò Ellen B. Warner di Springfield (Massachusetts).
I suoi contributi scientifici più importanti sono stati il ciclo geografico, per la prima volta definito intorno al 1884, un modello in base al quale i fiumi producono geomorfismi. Secondo il suo ciclo geografico i fiumi (più grandi) avrebbero tre sezioni principali: corso superiore, corso intermedio e corso inferiore, ognuno dei quali ha diversi geomorfismi e altre proprietà associate.
Benché rappresentassero il primo importante contributo alla geomorfologia, molte teorie di Davis riguardanti l'evoluzione del paesaggio (talvolta note come geomorfologia davisiana) sono state aspramente criticate dagli attuali geomorfologi. Criticata fu anche la sua tendenza a screditare i geomorfologi che si trovavano disaccordo con le sue idee e i suoi metodi. Infatti, fino a al suo ritiro, egli aveva monopolizzato quasi per intero lo studio dell'evoluzione paesaggistica e della paleogeografia.
Attualmente, l'accusa rivolta a chi usa la geomorfologia davisiana è quella di tentare di gettare discredito su documenti scientifici altrui.
Davis fondò l'Associazione dei Geografi Americani nel 1904, profondamente coinvolta nei primi anni con la National Geographic Society, scrivendo un certo numero di articoli per la rivista.
Nel 1908, in preparazione del IX Congresso geografico internazionale di Ginevra, guidò un'escursione geografica internazionale in Italia, paese che aveva già visitato nel 1899. Tale escursione si snodò tra la costa adriatica (Ancona), l'Appennino Tosco-romagnolo, la Liguria e le Alpi; riguardo ad essa, Davis pubblicò diverse relazioni.
Si ritirò da Harvard nel 1911. Dopo la morte della sua prima moglie, Davis sposò nel 1914 Mary M. Wyman di Cambridge (Massachusetts), e, dopo la sua morte, sposò nel 1928 Lucy L. Tennant di Milton (Massachusetts), la quale gli sopravvisse.
Morì a Pasadena (California), poco prima del suo 84º compleanno.

## Libri
- (EN)  Geographical Essays (Boston: Ginn, 1909).

## Articoli
- (EN)  "Geographic methods in geologic investigations", National Geographic Magazine 1: pp. 11–26 (1888)
- (EN)  "The Rivers and Valleys of Pennsylvania", National Geographic Magazine 1: pp. 183–253 (1889)
- (EN)  "The geographical cycle", Geographical Journal, vol. 14, pp. 481–504 (1899)
- (EN)  "The Physical Geography of the Lands", Popular Science Monthly 2: pp. 157–170 (1900)